# Torneo de Limoges 2021
El Open Limoges Arena Loire 2021 fue un torneo de tenis profesional jugado en canchas duras bajo techo. Se trató de la 14ª edición del torneo y formó parte de los Torneos WTA 125s en 2021. Se llevó a cabo en Limoges, Francia, entre el 13 de diciembre al 19 de diciembre de 2021.

## Cabezas de serie

### Individuales
| Tenista             | Ranking | Preclasificada |
| Shuai Zhang         | 62      | 1              |
| Alison Van Uytvanck | 68      | 2              |
| Caroline Garcia     | 74      | 3              |
| Greet Minnen        | 75      | 4              |
| Varvara Gracheva    | 79      | 5              |
| Vera Zvonareva      | 87      | 6              |
| Kristina Mladenovic | 93      | 7              |
| Ana Bogdan          | 113     | 8              |

- Ranking del 6 de diciembre de 2021

### Dobles
| Tenista                         | Ranking | Preclasificada |
| Monica Niculescu Vera Zvonareva | 93      | 1              |
| Greet Minnen Nina Stojanović    | 132     | 2              |

## Campeonas

### Individuales femeninos
Alison Van Uytvanck venció a  Ana Bogdan por 6–2, 7–5

### Dobles femenino
Monica Niculescu /  Vera Zvonareva vencieron a  Estelle Cascino /  Jessika Ponchet por 6–4, 6–4